# Крымский агротехнологический университет
Крымский агротехнологический университет (укр. Кримський агротехнологічний університет) — высшее учебное заведение, существовавшее в 1922—2014 годах. Расположено в посёлке Аграрное.
До 2014 года вуз функционировал как Южный филиал Национального университета биоресурсов и природопользования «Крымский государственный агротехнологический университет» (укр. Південний філіал Національного університету біоресурсів і природокористування України «Кримський агротехнологічний університет»). С 2014 года — Академия биоресурсов и природопользования в составе Крымского федерального университета.

## Названия
- 1922 — Крымский сельскохозяйственный институт сельскохозяйственных отраслей[6]
- 1923 — Крымский институт специальных культур[6]
- 1931 — Крымский институт специальных культур имени М. И. Калинина
- 1936 — Крымский сельскохозяйственный институт имени М. И. Калинина
- 1981 — Крымский ордена «Знак Почёта» сельскохозяйственный институт имени М. И. Калинина
- 1997 — Крымский государственный аграрный университет
- 2003 — Крымский государственный агротехнологический университет
- 2004 — Южный филиал Национального аграрного университета «Крымский государственный агротехнологический университет»
- 2008 — Южный филиал Национального университета биоресурсов и природопользования «Крымский государственный агротехнологический университет»
- 2014 — Академия биоресурсов и природопользования[7]

## История
В 1918 году был основан агрономический факультет Таврического университета. Деканом являлся Иван Якушкин. На базе факультета в 1922 году Совнарком РСФСР учредил Крымский сельскохозяйственный институт сельскохозяйственных отраслей, в состав которого вошли: Никитский ботанический сад, Салгирская научно-опытная помологическая станция, лесные участки на Ай-Петри и Ливадийская оранжерея. Директором был назначен Сергей Краинский. Кафедру плодоводства возглавил Пётр Шитт, виноделия — Михаил Щербаков, консервного производства — Фёдор Церевитинов, почвоведение — Николай Клепинин. Спустя год после основания вуз был переименован в институт специальных культур.
Решением Совета народных комиссаров РСФСР в 1925 году, из-за слабой материально-технической базы, вуз вошёл в состав Кубанского сельскохозяйственного института. К празднованию 10-летия установления советской власти на полуострове СНК РСФСР воссоздал учебное заведение как Крымский институт специальных культур имени М. И. Калинина. Учебно-производственной базой института стала бывшая Салгирская опытная помологическая станция, ныне это парк «Салгирка». В 1936 году, в связи с открытием агрономического факультета, стал именоваться как Крымский сельскохозяйственный институт имени М. И. Калинина.

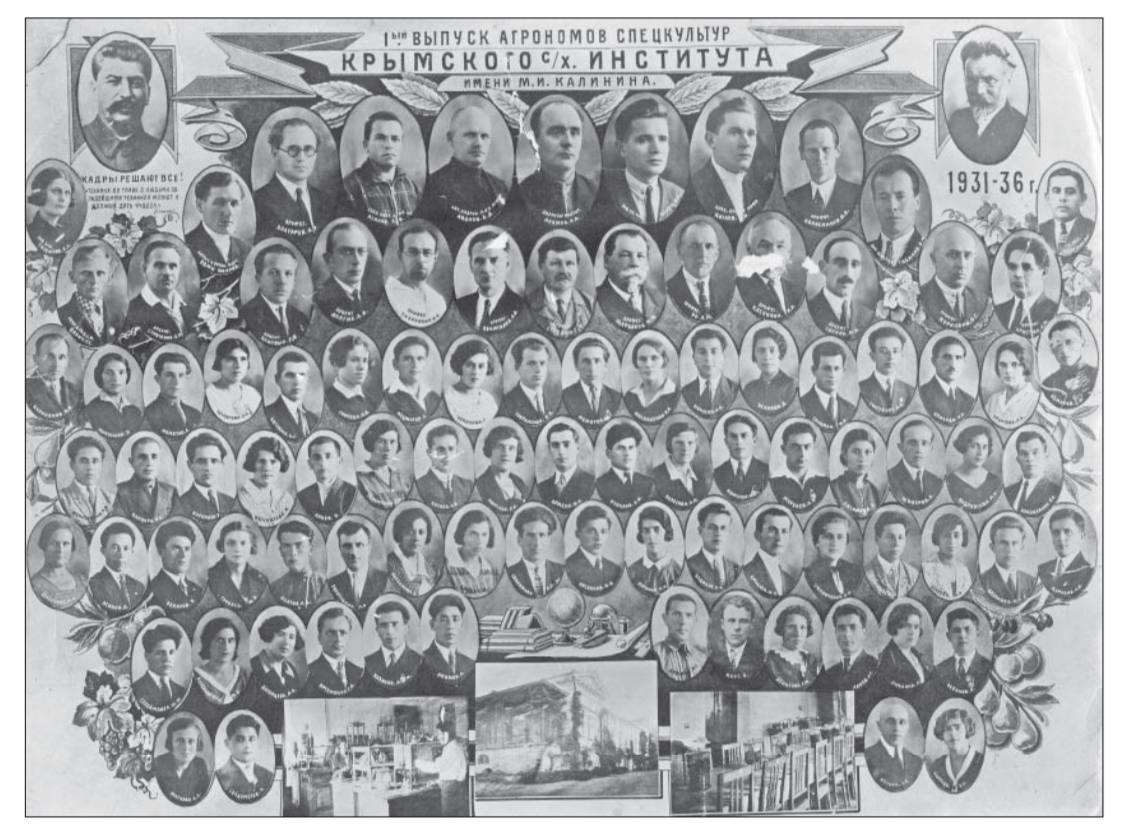
Преподаватели и выпускники Крымского сельскохозяйственного института (1936)

В связи с началом Великой Отечественной войны и оккупацией Крыма нацистами в 1941 году вуз был эвакуирован в Кировабад на базу Азербайджанского сельскохозяйственного института. Участниками войны являлись около 600 студентов и преподавателей учебного заведения. После освобождения Крыма в 1944 году вуз вернулся в обратно. К началу 1946 году вуз обучал 570 студентов. По состоянию на 1953 год работало три факультета: агрономический, виноградарства и плодоовощеводства, а также факультет механизации сельского хозяйства.
С 1965 года вуз располагается на территории учебно-опытного хозяйства «Коммунар» (современный посёлок Аграрное). Строительство которого началось в 1956 году. В 1981 году вуз был награждён орденом «Знак Почёта». В середине 1980-х годов являлся одним из четырёх действующих вузов в Симферополе.
На основании приказа Министерства аграрной политики Украины от 1994 года Крымский сельскохозяйственный институт имени М. И. Калинина вместе с Крымским агропромышленным колледжем, Крымской опытной станцией садоводства и учебного хозяйства «Коммунар» вошли в состав крымского учебно-научно-производственного комплекса аграрного профиля. В 1995 году Крымскому сельскохозяйственному институту имени М. И. Калинина был присвоен наивысший IV уровень аккредитации.
На базе института, постановлением Кабинета Министров Украины от 1997 года, был создан Крымский государственный аграрный университет. В 2003 году, на основании распоряжения кабмина вуз реорганизован в Крымский государственный агротехнологический университет. Уже в следующем году агротехнологический университет стал Южным филиалом Национального аграрного университета. В 2008 году на основании постановление украинского кабмина вуз стал именоваться Южным филиалом Национального университета биоресурсов и природопользования.
В 2014 году университет вошёл в состав новосозданного Крымского федерального университета им. В. И. Вернадского в качестве Академии биоресурсов и природопользования.

## Факультеты
Факультеты указаны по состоянию на 2018 год:
- Факультет агрономии, садово-паркового и лесного хозяйства (основан в 1922 году)[20]
- Факультет ветеринарной медицины (основан в 1988 году)[21]
- Факультет землеустройства и геодезии (основан в 2010 году)[22]
- Факультет механизации производства и технологии переработки сельхозпродукции (основан в 2010 году)[23]

## Руководители
- 1922—1923 — директор Щербаков Михаил Фёдорович[24]
- 1923 — ректор Клепинин Николай Николаевич
- 1923—1925 — директор Краинский Сергей Васильевич
- 1931—1933 — директор Аджи-Умеров А. Д.
- 1933—1934 — директор Абилев Вели Муратович
- 1935—1936 — директор Акимов А. А.
- 1936—1938 — директор Кудрявцев В. А.
- 1938—1941 — директор Черепов И. И.
- 1944 — директор Христюк П. М.[25]
- 1944—1949 — директор Вавилов Иван Фёдорович
- 1949—1951 — директор Трохан Марк Афанасьевич
- 1951—1953 — директор Солодовников Николай Иванович
- 1953—1971 — директор Рязанов Яков Иванович
- 1971—1980 — ректор Лукьянченко Афанасий Михайлович
- 1980—1984 — ректор Пономарёв Виктор Филиппович
- 1984—2014 — ректор Мельников Михаил Михайлович[7]
- 2015—2017 — директор Додонов Сергей Владимирович[26]
- 2017—н. в. — директор Донец Олег Васильевич[27]